# Stanisław Dulewski
Stanisław Dulewski pseud. Ludwik (ur. 10 października 1885 w Bukowiu Dolnym, zm. 30 lipca 1957 w Mirostowicach Dolnych) – górnik, działacz komunistyczny, 1947-1950 wiceburmistrz Żar.
Po ukończeniu 5 klas szkoły powszechnej został pomocnikiem murarskim, a potem górnikiem w kopalni "Wiktor" w Milowicach, a następnie kopalni "Saturn" w Czeladzi. Od 1905 członek SDKPiL, technik w komórce partyjnej. W 1907 aresztowany wraz z ojcem i dwoma braćmi i osadzony w będzińskim więzieniu, po czym zesłany na Syberię, skąd zbiegł. Po powrocie przemycał nielegalną literaturę. 1909-1911 służył w armii rosyjskiej, po czym powrócił do pracy w kopalni. W listopadzie 1918 wstąpił do Czerwonej Gwardii i do Rady Delegatów Robotniczych (RDR) Zagłębia Dąbrowskiego. Od grudnia 1918 członek KPP. W 1919 członek Komitetu Wykonawczego RDR i Komitetu Dzielnicowego (KD) KPP w Sosnowcu i redaktor organu prasowego zagłębiowskiej RDR - pisma "Komunista". 
W 1920 członek Rady Robotniczej kopalni "Hrabia Renard" i organizator strajku protestacyjnego przeciwko poborowi do wojska podczas wojny polsko-sowieckiej, za co został na 3 miesiące uwięziony. Po zwolnieniu został technikiem okręgowym KPP na Zagłębiu i działał w Związku Robotniczych Stowarzyszeń Spółdzielczych. W grudniu 1923 aresztowany i skazany na 3 lata więzienia; po apelacji wyrok skrócono do jednego roku. Po zwolnieniu wyjechał do Francji w poszukiwaniu pracy i został zatrudniony jako górnik. Wstąpił do FPK i MOPR. Współzałożyciel Stowarzyszenia Kulturalno-Oświatowego "Zagłębianka". Wydalony z Francji za działalność polityczną, wrócił do kraju w 1930, został górnikiem w Będzinie i wznowił działalność w KPP. W 1942 wstąpił do PPR. 
W 1946 jako członek Rady Zakładowej w hucie "Feniks" był agitatorem podczas referendum. Od marca 1947 w Żarach, których został wiceburmistrzem. W grudniu 1948 był delegatem na I Zjazd PZPR. Od 1950 w Mirostowicach Dolnych, gdzie pracował w Zakładach Ceramiki Budowlanej i był przewodniczącym Rady Zakładowej, a od 1952 kierownikiem świetlicy. 22 lipca 1954 został odznaczony Orderem Sztandaru Pracy I klasy.